# 청학고등학교
청학고등학교(靑鶴高等學校)는 대한민국 경기도 남양주시 별내면 청학리에 위치한 공립 고등학교이다.

## 학교 연혁
- 2000년 3월 1일 : 청학고 개교
- 2009년 3월 1일 : 과목중점형 교과교실제 운영
- 2009년 3월 1일 : 도교육청 지점 체육교육 연구시범학교
- 2012년 3월 1일 : 정책 연구학교(자율형 공립고) 운영
- 2012년 3월 1일 : 창의경영학교(교육과정혁신형 고교교육력제고) 운영
- 2015년 3월 1일 : 혁신공감학교 운영
- 2017년 3월 1일 : 자율공립고 재지정
- 2022년 3월 1일 : 교육과정 자율학교지정
- 2024년 3월 1일 : 디지털 기반 교육혁신 선도학교 지정

## 참고 자료
- 청학고등학교 - 한국교육학술정보원 학교알리미